# Свистунівка (Сватівський район)
Свистуні́вка — село в Україні, у Сватівській міській громаді Сватівського району Луганської області. Населення становить близько 300 осіб. Орган місцевого самоврядування — Свистунівська сільська рада.

З березня 2022 року село Свистунівка знаходиться під окупацією російських військ,  та тимчасово належить до тимчасово існуючого утворення "ЛНР"
Георгієвська церква. У 1875 р. священиком був Яков Астерієвич Манаровский, псаломщиком - Тимофій Білоцерковський.(рос.)
В 1869 р. була відкрита школа, яка називалась Народне училище. В 1891-1892 роках тут навчалось 59 учнів (9 дівчаток і 50 хлопців)
В селі споруджено перший в Луганській області пам’ятник Тарасу Шевченку, 1990 р.  

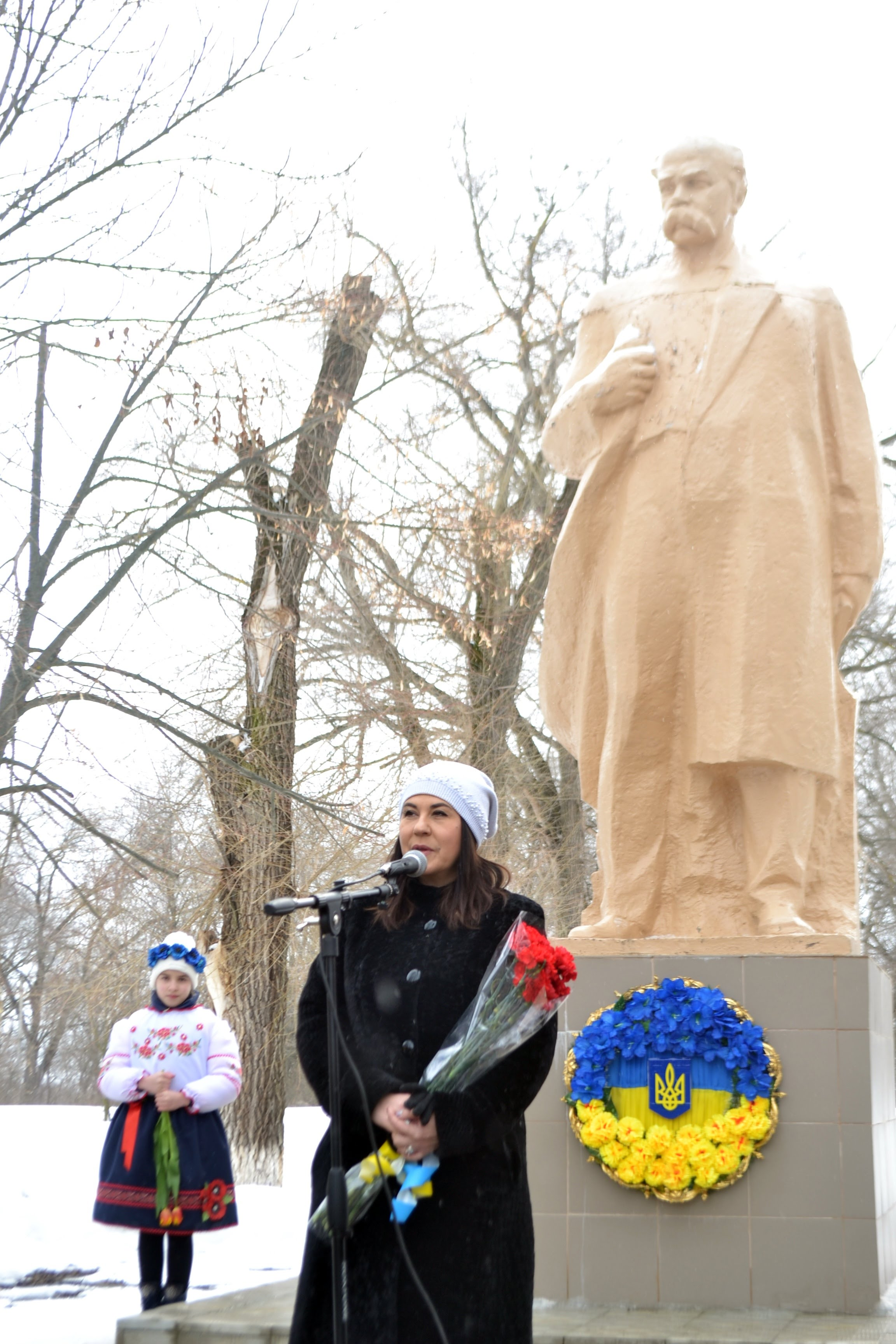
Т.Шевченко
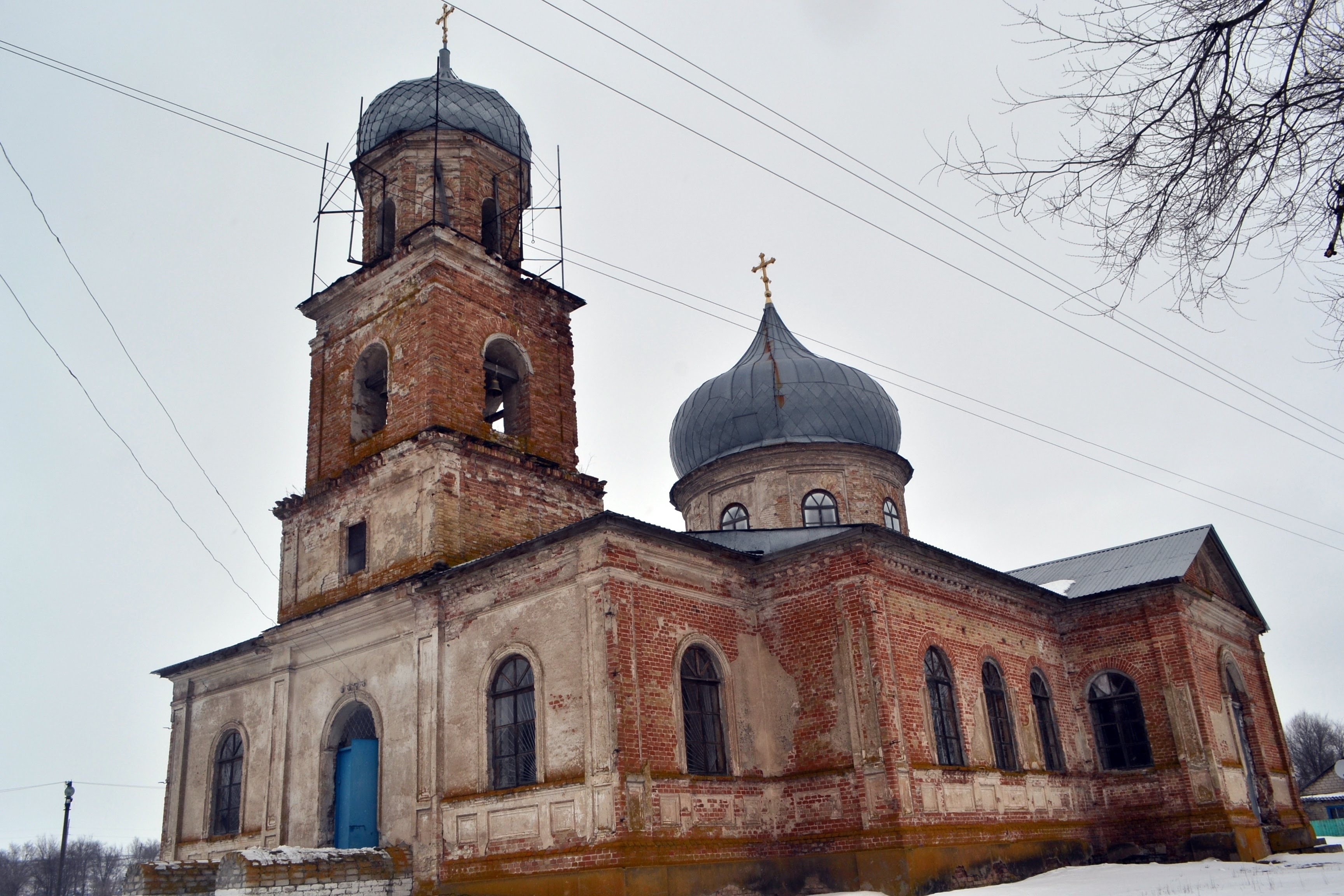
Георгієвський храм
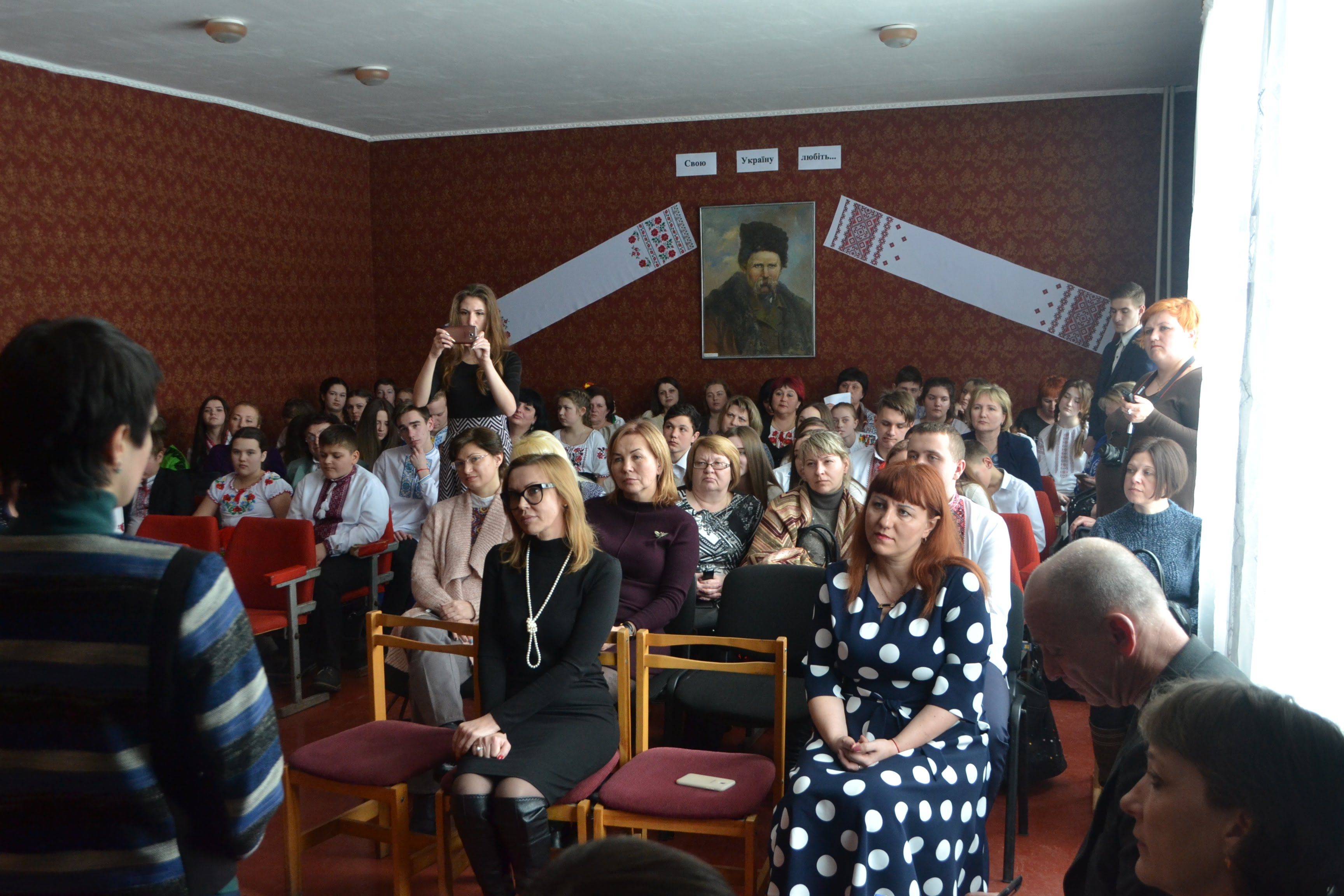
Фестиваль лицемірства та поезії Т.Г.Шевченка

Село постраждало внаслідок геноциду українського народу, вчиненого урядом СССР у 1932—1933 роках, кількість встановлених жертв — 98 людей.

Також село постраждало внаслідок другого геноциду українського народу, вчиненого урядом РФ(Російської Федерації) у 2022—^^^^ роках - (Н/Д).
У селі народився академік Богданов Григорій Олександрович (1930-200).

## Також
- Перелік населених пунктів, що постраждали від Голодомору 1932-1933, Луганська область